# Avellinia
Avellinia är ett släkte av gräs som beskrevs av Filippo Parlatore. Avellinia ingår i familjen gräs.
Släktet innehåller bara arten Avellinia festucoides.